# María Rosa Salgado
María Rosa Salgado (* 20. April 1929 als María Rosa Jiménez Juan-José in Madrid; † 11. März 1995 ebenda) war eine spanische Filmschauspielerin.

## Leben und Karriere
Maria Salgado arbeitete gegen den Widerstand ihrer Familie zunächst als Mannequin, bevor sie sich am Instituto de Investigaciones y Experiencias Cinematográficas (heute: Instituto del Cine Madrid) einschrieb. 1949 brachte sie der Regisseur José Díaz Morales zum Film, der ihr in dem Drama El capitán de Loyola die Rolle der Infantin Catalina anvertraute. In einer Don-Juan-Verfilmung von 1950 spielte die gebürtige Madrilenin die Doña Iñés. 1951 sah man sie in dem im spanischen Bürgerkrieg angesiedelten Film Mit leeren Händen, der auf den Filmfestspielen in Cannes gezeigt wurde. 1958 holte sie der Regisseur Ladislao Vajda, mit dem sie bereits in Séptima página zusammengearbeitet hatte, für den auf einem Drehbuch von Dürrenmatt basierenden Kriminalfilm Es geschah am hellichten Tag in die Schweiz. Nach ihrer Hochzeit mit dem spanischen Torero  Pepe Dominguín im Jahre 1960 zog sich Salgado zunächst aus dem Filmgeschäft zurück. Zu Beginn der 1970er Jahre, das Paar hatte sich inzwischen getrennt, nahm sie ihre Schauspieltätigkeit wieder auf. In dem von Manuel Gutiérrez Aragón inszenierten Film Sonámbulos trat sie 1978 letztmals vor die Kamera.

## Filmografie
- 1949: El capitán de Loyola
- 1949: Paz
- 1950: La niña de Luzmela
- 1950: El hijo de la noche
- 1950: Don Juan
- 1950: La noche del sábado
- 1951: Mit leeren Händen (Balarrasa)
- 1951: El negro que tenía el alma blanca
- 1951: Das Wunder von Fatima (La señora de Fátima)
- 1951: Séptima página
- 1958: Historias de la feria
- 1958: El inquilino
- 1958: Es geschah am hellichten Tag
- 1960: María, matrícula de Bilbao
- 1970: Chicas de club
- 1972: Fuenteovejuna
- 1975: El teatro (Fernsehserie), 1 Folge
- 1977: Vierzig Jahre nach Granada
- 1978: Carne apaleada
- 1978: Sonámbulo